# Aythya ferina

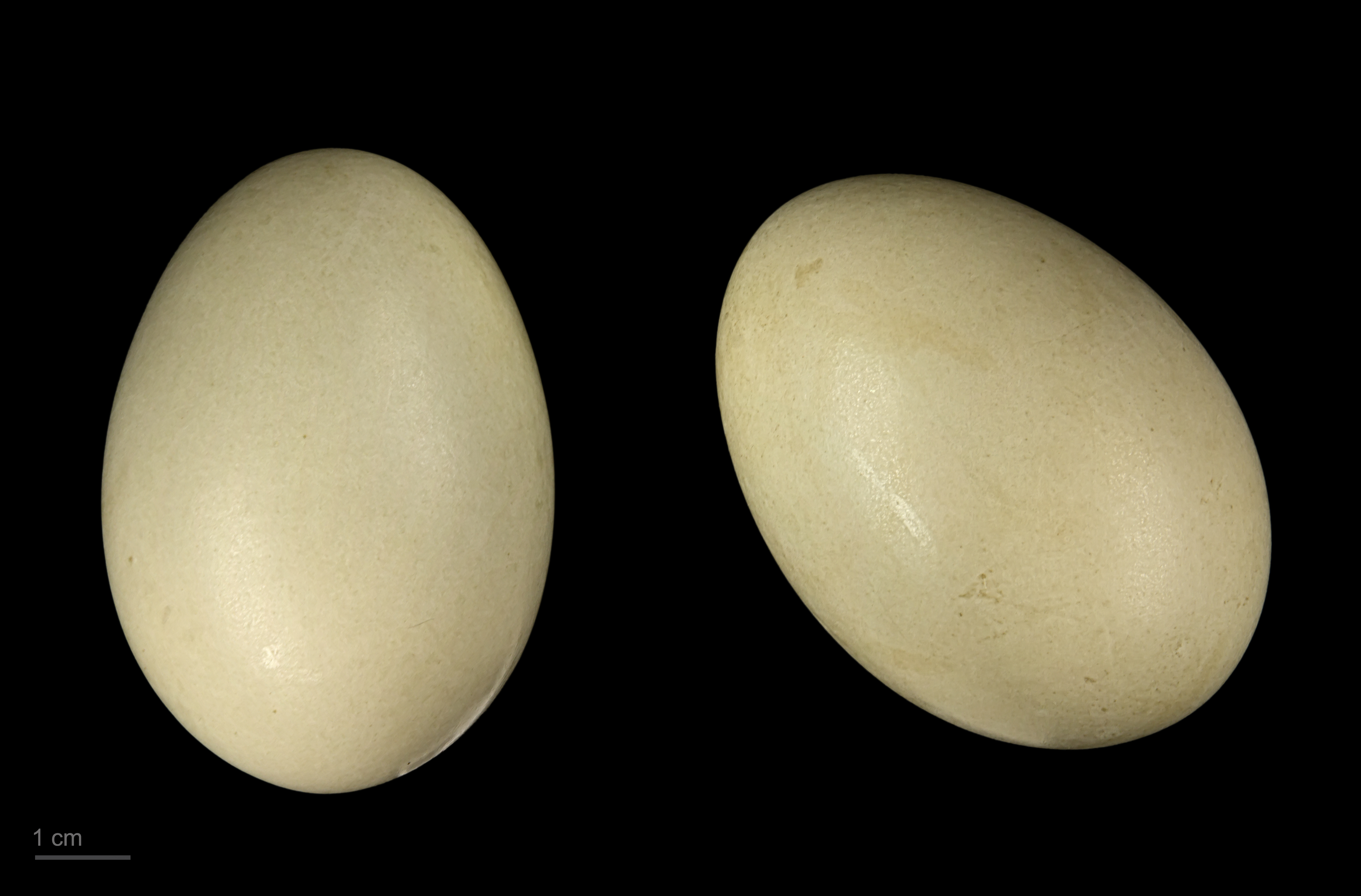
Aythya ferina

Il  moriglione o moriglione eurasiatico   (Aythya ferina (Linnaeus, 1758)) è un uccello anseriforme appartenente alla famiglia degli Anatidi.

## Descrizione
Il moriglione è una tipica anatra tuffatrice di 42–49 cm di lunghezza per un peso di circa 700-1200 grammi. Il maschio è facilmente riconoscibile per testa e collo bruno-rossicci, petto nero, il dorso e i fianchi grigio chiaro. Groppone, sopraccoda e sottocoda sono neri, il becco è nero con una striscia azzurro pallido.
La banda alare grigia e l'assenza di bianco sulle ali sono utili per distinguerlo dal fistione turco, quest'ultimo ha il becco rosso e bianco sull'ala. Abito eclissale simile alla femmina ma più grigio superiormente e con sfumature rossastre.
La femmina è di un bruno uniforme tendente al grigiastro superiormente con una indistinta macchia pallida intorno al becco e al mento e anello bluastro sul becco, banda alare sempre grigia.

## Distribuzione e habitat
Ha un ampio areale che comprende Europa, Asia e Africa del nord; in Italia ci sono scarse nidificazioni sparse un po' ovunque ma sempre ad altitudini basse, e dove ci sia acqua.

## Biologia
Il moriglione predilige i grandi spazi aperti, in particolare gli specchi di acqua dolce relativamente profondi e con scarsa vegetazione. Ha un notevole istinto gregario, potendo riunirsi in branchi numerosi non solo con individui della sua specie ma anche di altri uccelli acquatici, come le  morette e le folaghe. Come gran parte degli anatidi, è del resto tollerante alla presenza di altre specie di uccelli.

### Alimentazione
È una specie onnivora che si nutre principalmente di semi, radici e foglie di piante acquatiche, ma anche di insetti e larve, molluschi, crostacei e anfibi.